# Акимов, Адил
Адил Акимов (каз. Әдил Әкімов; 1890 год, село Копа — 1951 год) — заведующий конефермой колхоза «Ногайты»
Байганинского района Актюбинской области, Казахская ССР. Герой Социалистического Труда (1948).
Родился в 1890 году в семье бедного кочевника в окрестностях села Копа (сегодня — Байганинский район). С раннего детства занимался батрачеством. С начала 1930-х годов трудился табунщиком в сельскохозяйственной артели «Копа», которая позднее была преобразована в колхоз «Ногайты» Байганинского района. Позднее был назначен заведующим колхозной коневодческой фермой.
В 1947 году на конеферме было выращено 32 жеребёнка от 32 кобыл. Указом Президиума Верховного Совета СССР от 23 июля 1948 «за получение высокой продуктивности животноводства в 1947 году при выполнении колхозом обязательных поставок сельскохозяйственных продуктов и плана развития животноводства» удостоен звания Героя Социалистического Труда с вручением ордена Ленина и золотой медали «Серп и Молот».
Скончался в 1951 году.